# Reologia
Reologia (od gr. rhéos – płynący) – dział mechaniki ośrodków ciągłych zajmujący się plastycznymi deformacjami (odkształceniami) oraz płynięciem substancji. Termin „reologia” został zaproponowany przez Eugene’a Binghama w 1920 r. pod wpływem sugestii Markusa Reinera, zainspirowanej przez słynne stwierdzenie Heraklita „panta rhei”, czyli „wszystko płynie”.

## Przedmiot badań
Reologia opisuje te aspekty zachowania się ciał stałych i płynnych, w których upodabniają się one do siebie, np. ciało stałe ma cechy lepkiej cieczy. Łyżeczka wstawiona do słoika gęstego miodu zatonie po upływie kilkunastu minut. Istnieją substancje, które przypominają smołę o tak wielkiej lepkości, że tonięcie łyżeczki zajęłoby miesiące lub lata. Reologia pozwala w sposób ciągły opisywać zachowanie ciał, które wykazują cechy zarówno ciała stałego, jak i cieczy.
Reologia łączy ze sobą teorię plastyczności – czyli mechanikę ciał plastycznych i mechanikę płynów nienewtonowskich. Zajmuje się zagadnieniami związanymi z odkształceniami i płynięciem rzeczywistych, spotykanych w praktyce materiałów – od stopów metali po rozrzedzone ciecze – takie jak np. piana. Poniższa tabelka pokazuje relację między innymi działami mechaniki a reologią:
| Mechanika ośrodków ciągłych | Mechanika ciał stałych odkształcalnych | Teoria sprężystości  | Teoria sprężystości |
| Mechanika ośrodków ciągłych | Mechanika ciał stałych odkształcalnych | Teoria plastyczności | Reologia            |
| Mechanika ośrodków ciągłych | Mechanika płynów                       | Płyn nienewtonowski  | Reologia            |
| Mechanika ośrodków ciągłych | Mechanika płynów                       | Płyn newtonowski     |                     |

Reologia zajmuje się takimi ciałami jednorodnymi lub niejednorodnymi jak: pasty, breje, szlamy, pulpy, emulsje, zawiesiny ziarniste i włókniste, mieszanka betonowa, młody beton i inne masy ceramiczne, kremy, farby, kleje, lakiery, żywice, smoły, kity, grunty ziemne, skały, nieskonsolidowane osady geologiczne, ciekłe kryształy, tworzywa sztuczne, roztwory polimerów, płyny fizjologiczne (jak krew), metale w podwyższonej temperaturze, piany czy substancje sypkie o pewnych cechach cieczy.
Jednym z najważniejszych zagadnień w reologii jest empiryczne ustalanie związków konstytutywnych, czyli zależności między naprężeniem mechanicznym i wywołanym przez to naprężenie odkształceniem jako funkcji czasu. Techniki umożliwiające tego rodzaju pomiary są ogólnie nazywane reometrią. Uzyskane w eksperymentalny sposób zależności są następnie uogólniane w formie klasyfikacji reologicznej materiałów i związanymi z nią modelami matematycznymi, których podstawą są czasami modele zachowań cząsteczek w tego rodzaju materiałach.
W szczególności reologia zajmuje się takimi zagadnieniami jak:
- zmiennymi relacjami między naprężeniem i odkształceniem jako funkcją czasu
- zmienną lepkością
- odrywaniem i mieszaniem się cząstek substancji poddawanych naprężeniom
- układaniu się substancji względem podłoża lub naczynia
- prędkością tłoczenia substancji
- formowaniem jej powierzchni.

Reologia ma największe znaczenie w naukach inżynieryjnych oraz w pewnym stopniu również biomedycznych, np. hemoreologia zajmuje się reologią krwi i innych cieczy ustrojowych człowieka.

## Zasadnicze postulaty reologii (Axioms of Rheology)
wprowadzone przez Reinera:
1. Każde ciało, nie posiadające wewnątrz porów lub próżni, zachowuje się pod obciążeniem izotropowym jako ciało idealnie sprężyste[2].
2. Każdy rzeczywisty materiał posiada wszystkie bez wyjątku właściwości reologiczne, aczkolwiek w różnym stopniu[2].
3. Równanie reologiczne ciała prostszego można uzyskać z równania reologicznego ciała bardziej złożonego przez przyrównanie do zera działania odpowiednich parametrów ciała złożonego.